# Tétraphénylène
Le tétraphénylène est un hydrocarbure aromatique polycyclique à quatre cycles, de formule C24H16.